# Bailie Key
Bailie Jaye Key (Augusta, 16 marzo 1999) è un'ex ginnasta statunitense, campionessa nazionale junior nel 2013.
Si allenava presso la Texas Dreams Gymnastics sotto gli insegnamenti della campionessa mondiale Kim Zmeskal. 

## Carriera

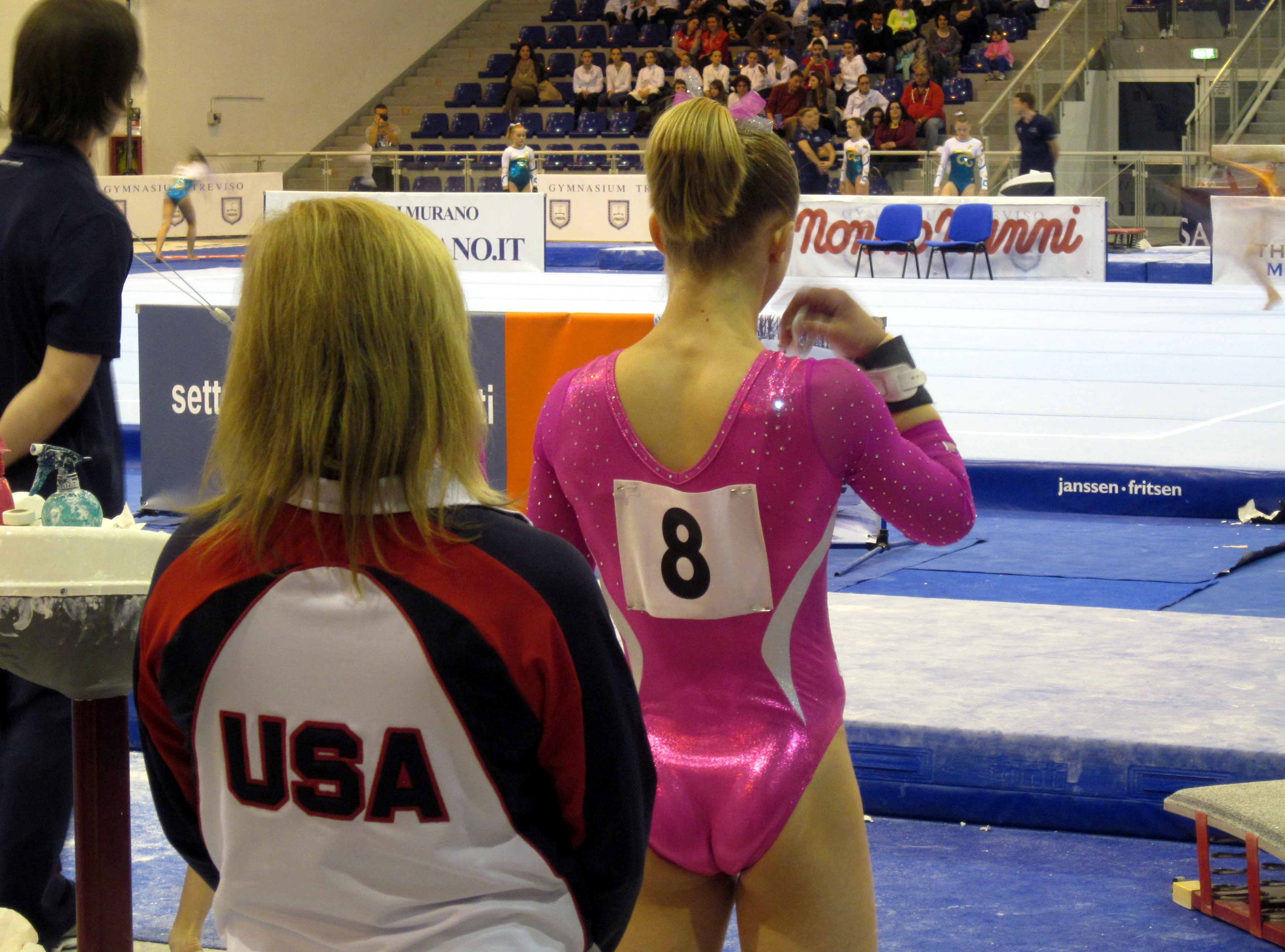
Bailie Key al 7º Trofeo Città di Jesolo.

La sua prima competizione come ginnasta élite è l'American Classic, dove arriva prima al corpo libero, quinta nel concorso individuale, ottava al volteggio e alle parallele. Compete poi ai CoverGirl Classic dove riesce a qualificarsi per i Visa Championships. Qui arriva settima al corpo libero, ottava alla trave e nona nel concorso individuale. Grazie a questi risultati entra per la prima volta nella squadra nazionale junior.

### 2012: Trofeo di Jesolo; U.S. Classic; Campionati nazionali
Il suo debutto internazionale avviene il 31 marzo 2012 durante il Trofeo Città di Jesolo. Compete in tutti e quattro gli attrezzi e arriva terza nella classifica generale individuale (55.650), dietro alla connazionale Lexie Priessman (56.950) e all'italiana Enus Mariani (56.000 punti). Grazie a un buon esercizio al corpo libero, ottiene il secondo punteggio più alto all'attrezzo. Gli Stati Uniti, con un punteggio complessivo di 226.850, chiude al primo posto nella classifica a squadre.
Ai Secret U.S. Classic arriva quarta al volteggio, quinta nell'individuale, a trave e a corpo libero. Riesce a qualificarsi per i Nazionali dove vince tre bronzi: volteggio (29.600), trave (28.650) e corpo libero (29.400). Si classifica quarta nel concorso individuale e settima alle parallele.

### 2013: Trofeo Città di Jesolo; Secret U.S. Classic; Campionati nazionali
Inizia il 2013 competendo in un triangolare Germania-Romania-USA  (oro di squadra e argento individuale; seconda alla trave) e al Trofeo Città di Jesolo: qui, con delle buonissime performance, riesce a vincere il concorso individuale (58,100), superando di quasi tre punti la seconda classificata Enus Mariani. Durante le finali ad attrezzo vince l'oro a volteggio, corpo libero, trave e un bronzo alle parallele.
Il 27 luglio compete ai Secret U.S. Classic, gara qualificante per i P&G Championships. Esegue dei buoni esercizi al volteggio e alle parallele, qualche imprecisione al corpo libero e un'ottima trave (15.000) e riesce a vincere il concorso generale individuale battendo di tre decimi la seconda classificata Amelia Hundley. Inoltre vince la medaglia d'argento alla trave.
Dal 15 al 17 agosto partecipa ai P&G Championships. Durante la prima giornata, competendo in tutti e quattro gli attrezzi, si classifica al primo posto con 59.200 punti. Inoltre, si qualifica sesta alle parallele asimmetriche, prima al corpo libero e prima alla trave, alla pari con Norah Flatley. Il 17 agosto diventa campionessa nazionale (118.550), staccando di circa due punti la seconda classificata Laurie Hernandez (116.650). Inoltre, vince l'oro alla trave (30.900) e al corpo libero (29.750), arriva quarta al volteggio (29.850) e alle parallele (28.050).
Grazie ai suoi ottimi risultati sportivi, viene scelta per partecipare ai Japan Junior International insieme a Laurie Hernandez. Nella prima giornata, nonostante una caduta dalla trave, vince il concorso generale individuale con 58.400 punti.

### 2014: Trofeo Città di Jesolo; Pacific Rim Championships;
Al Trofeo Città di Jesolo ottiene 14,650 al corpo libero, il punteggio più alto nella specialità realizzato fino ad allora nell'anno in corso, superiore al precedente record di 14,633 di Vanessa Ferrari in American Cup. Nella categoria juniores vince i titoli al concorso generale (con un punteggio di 58,250, superiore anche a quello della vincitrice senior Kyla Ross), al volteggio, alle parallele asimmetriche e al corpo libero; solo alla trave cede alla vittoria di Norah Flatley.
Dopo Jesolo, viene convocata a far parte della squadra americana per i Pacific Rim Championships dove vince la medaglia d'oro a squadre, individuale, al volteggio e al corpo libero; d'argento alle parallele e alla trave.
A causa di operazione per un infortunio minore al gomito è costretta a saltare gli US. Classic e i Campionati nazionali americani.

### 2015: Trofeo Città di Jesolo; U.S. Classic; Nazionali
Il debutto della Key nella categoria senior avviene al Trofeo Città di Jesolo. Realizza quattro routine pulite e contribuisce alla medaglia d'oro della squadra americana. Finisce seconda nel concorso individuale dietro a Simone Biles. Inizialmente non si qualifica per nessuna finale ad attrezzo, ma viene poi inserita nella finale a parallele, dove vince la medaglia d'argento dietro alla connazionale Kyla Ross.                  Nel mese di Luglio compete agli U.S. Classic di Chicago: si classifica quarta nel concorso individuale, vince la medaglia di bronzo alle parallele e al corpo libero (pari merito con Maggie Nichols). In Agosto, ai Campionati nazionali vince la medaglia di bronzo alle parallele e al corpo libero (pari merito con Mykayla Skinner. Si classifica inoltre quarta nel concorso individuale e entra ufficialmente nella squadra nazionale senior.